# Ерос Полі
Ерос Полі (італ. Eros Poli, 6 серпня 1963) — італійський велогонщик.
Олімпійський чемпіон 1984 року в роздільній командній гонці.